# Vasles
Vasles is een gemeente in het Franse departement Deux-Sèvres (regio Nouvelle-Aquitaine) en telt 1648 inwoners (2005). De plaats maakt deel uit van het arrondissement Parthenay.

## Geografie
De oppervlakte van Vasles bedraagt 88,9 km², de bevolkingsdichtheid is 18,5 inwoners per km².
De onderstaande kaart toont de ligging van Vasles met de belangrijkste infrastructuur en aangrenzende gemeenten.

## Demografie
Onderstaande figuur toont het verloop van het inwonertal (bron: INSEE-tellingen).